# Bilateralidade atributiva
A bilateralidade atributiva é uma das características essenciais da norma jurídica, que a separam da norma moral. Consiste no fato dessa espécie de norma possuir, sempre, dois lados: de um, atribui um direito subjetivo; de outro, um dever jurídico correspondente. Assim, em uma relação jurídica há sempre um sujeito ativo, portador do direito subjetivo, e um sujeito passivo, possuindo o correspondente dever. Por isso, fala-se em uma relação de interdependência entre direitos e deveres no Direito, sendo essa bilateralidade uma "proporção intersubjetiva", isto é, está divido proporcionalmente o mesmo quantum de direito e dever entre os sujeitos de uma relação jurídica. É pois, a mais importante característica do Direito. Trata-se de de uma proporção intersubjetiva, ou seja, devem haver ao menos dois sujeitos, na relação, em função da qual os estes sujeitos podem pretender, exigir, ou fazer, garantidamente, algo.<ref>REALE,2002, P.51.<ref>
```
 exemplo: atribuir direito ao lesado 
```

- a faculdade de exigir o direito contra o violador
-reparação do mal sofrido